# Levin Coldewey
Levin Coldewey (* 26. Januar 1669 in Oldenburg; † 11. Dezember 1729 in Aurich) war ein deutscher lutherischer Theologe, zuletzt Oberhofprediger und Generalsuperintendent in Aurich.

## Leben
Coldewey, Sohn des Pastors Gerhard Coldewey (1632–1706), besuchte die Schule in Oldenburg und studierte Theologie an der Universität Jena. Nach einem Aufenthalt in Kopenhagen wurde er 1695 als dänischer Gesandtschaftsprediger nach Wien entsandt. 1698 kehrte er nach Oldenburg zurück. 1699 war er vorübergehend wieder in Kopenhagen. 1700 erhielt er eine Stelle als Pastor adjunctus seines Vaters in Oldenburg mit dem Titel eines Konsistorialassessors an der dortigen St.-Nicolai-Kirche.
1705 berief ihn Fürst Christian Bernhard zum Oberprediger und Superintendenten in Wittmund. 1710 wurde er Spezialsuperintendent für das gesamte Harlingerland. 1711 wurde er als Oberhofprediger, Generalsuperintendent, Konsistorialrat und Scholarcha nach Aurich berufen, nachdem sein dortiger Vorgänger Johann Theodor Heinson nach zahlreichen Disputen mit dem pietistisch geprägten Regierungs- und Konsistorialrat Eberhard Bacmeister entnervt nach Hamburg gewechselt war.
Nach seinem Tod folgte ihm Johann Ludwig Lindhammer als Generalsuperintendent in Aurich.
Er war der jüngere Bruder des Pastors Anhton Günther Coldewey (1665–1722).